# República
Una república (del latín res-publĭca, ‘cosa oficial’, ‘cosa pública’, ‘lo público’; y esta de res, ‘cosa’, y pūblica, ‘pública’, viene de populus, ‘pueblo’) es una forma de Estado cuya máxima autoridad no es un monarca u otra de las demás autoridades que ocupan el poder a través de una forma de gobierno como la aristocracia, el parlamentarismo, la oligarquía, etc. En las repúblicas actuales la figura del jefe de Estado es representada por el presidente.
El término república fue acuñado por primera vez en el año 500 a. C. en Roma, pero con el tiempo el término ha sufrido varios cambios de significado. Inicialmente, el término latino res publica significaba la anterior "forma parcial de democracia" como se encuentra en Roma desde 500 a. C. hasta 27 a. C.. En esta primera democracia parcial romana, el poder de la clase aristocrática o Patricios que tenía todos los escaños en el Senado romano fue controlado por la institución del consulado, cuyos dos cónsules / vicegobernantes fueron elegidos anualmente por los ciudadanos libres o plebe de Roma. La antigua definición romana de la palabra difiere del uso moderno del término, donde no se considera que las posiciones de liderazgo se limiten a la "clase dominante".
"Los dos grandes puntos de diferencia entre una democracia y una república son: primero, la delegación del gobierno, en esta última, a un pequeño número de ciudadanos elegidos por el resto; en segundo lugar, el mayor número de ciudadanos, y la mayor esfera del país, sobre el cual puede extenderse este último.”
No debe confundirse a las repúblicas modernas con las antiguas repúblicas bajo un régimen de democracia directa (del griego δημοκρατία, dēmokratía, ‘poder del pueblo’; y este de δñμος, dḗmos, ‘pueblo’ y de κράτος, krátos, ‘poder’), pues aluden a principios distintos; la república moderna es el gobierno de la ley mientras que democracia directa significa el gobierno del pueblo. Las dos grandes diferencias entre una democracia directa y una república representativa son: primera, que en la segunda se delega la facultad de gobierno en un pequeño número de ciudadanos, elegidos por el resto; segunda, que la república representativa puede comprender un número más grande de ciudadanos y una mayor extensión de territorio.
En inglés estadounidense, la definición de república también puede referirse específicamente a un gobierno en el que las personas elegidas representan el cuerpo ciudadano y una república que ejerce el poder de acuerdo con el estado de derecho con una constitución que incluye la separación de poderes con un jefe ejecutivo electo por los ciudadanos y respeto por los derechos individuales (una república constitucional) o una democracia representativa.
La primera república representativa fue la de Estados Unidos después de la guerra de independencia se fundó como una confederación y luego se reformuló como una república constitucional federal libre y de derecho implementando conceptos nuevos de la época como la separación de poderes, característica inspirada en las antiguas democracias y perfeccionada con las teorías de Montesquieu, lo cual, unido a la representación del parlamentarismo inglés, dio inicio a una nueva forma de gobierno, la democracia representativa, por lo que a Estados Unidos corresponde el primer concepto y creación de lo que es la constitución escrita, el presidencialismo y la justicia independiente.

## Historia
La república aparece en Roma el 509 a. C., después de la caída de la Monarquía Romana, cuando los romanos se levantan contra su rey, Lucio Tarquinio el Soberbio, instaurándose la República Romana. El término proviene de la expresión res publica, derivada de res populica, es decir, la "cosa de las personas", "asunto del pueblo" o "propiedad pública". En esto, la república se opone a regnum (reino), o "propiedad del rey". Esta forma de estado hace del pueblo, en todo, en parte o una minoría privilegiada, la fuente del poder político e implica su intervención en los asuntos públicos. Este es el caso de las antiguas repúblicas, donde la ciudadanía se otorga solo a unos pocos individuos y donde el poder a menudo está dominado, como en Roma, por familias poderosas; este es también el caso de las repúblicas aristocráticas que aparecieron en la Edad Media (especialmente en Venecia).

### Repúblicas clásicas

Un mapa de la República romana.

El tipo moderno de "república" en sí es diferente de cualquier tipo de Estado que se encuentre en el mundo clásico. Sin embargo, hay una serie de estados de la era clásica que todavía hoy se llaman repúblicas. Esto incluye la antigua Atenas y la República Romana. Si bien la estructura y el gobierno de estos estados era muy diferente del de cualquier república moderna, existe un debate sobre hasta qué punto las repúblicas clásica, medieval y moderna forman un continuo histórico. J. G. A. Pocock ha argumentado que una tradición republicana distinta se extiende desde el mundo clásico hasta el presente. Otros estudiosos no están de acuerdo. Paul Rahe, por ejemplo, argumenta que las repúblicas clásicas tenían una forma de gobierno con pocos vínculos con las de cualquier país moderno.
La filosofía política de las repúblicas clásicas ha influido en todo caso en el pensamiento republicano a lo largo de los siglos posteriores. Los filósofos y los políticos que defendían las repúblicas, como Maquiavelo, Montesquieu, John Adams y James Madison, dependían en gran medida de las fuentes clásicas griegas y romanas que describían varios tipos de regímenes.
La Política de Aristóteles discute varias formas de gobierno. Una forma a la que Aristóteles llamó politeia, que consistía en una mezcla de las otras formas. Argumentó que esta era una de las formas ideales de gobierno. Polibio amplió muchas de estas ideas, volviendo a centrarse en la idea de un gobierno mixto. La obra romana más importante en esta tradición es De re publica de Cicerón.
Con el tiempo, las repúblicas clásicas fueron conquistadas por los imperios o se volvieron ellos mismos. La mayoría de las repúblicas griegas fueron anexadas al Imperio Macedonio de Alejandro. La República romana se expandió dramáticamente conquistando los otros estados del Mediterráneo que podrían considerarse repúblicas, como Cartago. La República romana se convirtió entonces en el Imperio Romano.

### Otras repúblicas antiguas
El término "república" no se usa comúnmente para referirse a las ciudades pre-clásicas, especialmente si está fuera de Europa y el área que estaba bajo la influencia grecorromana. Sin embargo, algunos estados tempranos fuera de Europa tenían estados que a veces hoy se consideran similares a las repúblicas.
En el Antiguo Oriente Próximo, varias ciudades del Mediterráneo oriental lograron un gobierno colectivo. Arwad ha sido citado como uno de los primeros ejemplos conocidos de una república. La confederación israelita de la época anterior a la Monarquía Unida también ha sido considerada como un tipo de república. En África, el Reino de Axum se organizó como una confederación gobernada de manera similar a una república real. Del mismo modo, la nación Igbo de lo que ahora es Nigeria.

### Subcontinente indio

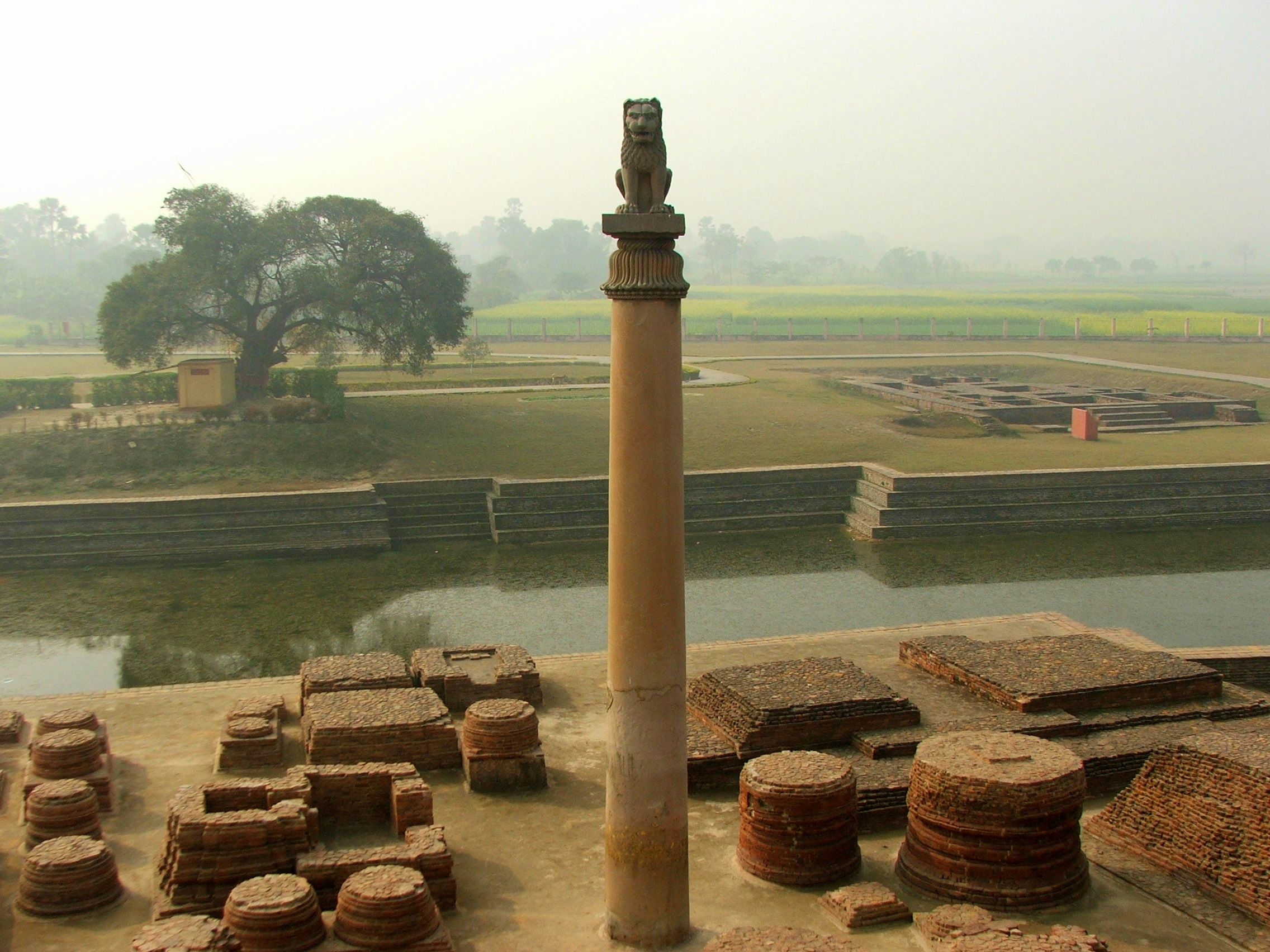
Vaishali era la capital de la confederación Vajjian, una antigua república de la India antigua.

El antiguo subcontinente indio tenía una serie de primeras repúblicas conocidas como Mahajanapadas. Mahajanapadas consistió en dieciséis repúblicas oligárquicas que existieron durante los siglos VI aC hasta el siglo IV a. C. Algunos eruditos indios, como K. P. Jayaswal, han argumentado que varios estados en la India antigua tenían formas republicanas de gobierno. Si bien no existen constituciones ni obras de filosofía política sobrevivientes de este período en la historia de la India, los textos religiosos supervivientes se refieren a varios estados que tienen sabhās o Gaṇa sangha, un tipo de república o gobierno basado en consejos, en oposición al monárquico. Los escritores griegos antiguos mencionan que Alejandro Magno se encontró con ciudades-estado y regiones donde un consejo de ancianos gobernó con autoridad suprema.

### Repúblicas liberales
Junto con estas revueltas republicanas iniciales, la Europa moderna también vio un gran aumento en el poder monárquico. La era de la monarquía absoluta reemplazó a las monarquías limitadas y descentralizadas que habían existido en la mayor parte de la Edad Media. También vio una reacción contra el control total del monarca, ya que una serie de escritores crearon la ideología conocida como liberalismo.[cita requerida]
La mayoría de estos pensadores de la Ilustración estaban mucho más interesados en las ideas de la monarquía constitucional que en las repúblicas. La República Británica de Cromwell había desacreditado al republicanismo, y la mayoría de los pensadores pensaban que las repúblicas terminaban en anarquía o tiranía. Por esta razón, filósofos como Voltaire se opusieron al absolutismo y al mismo tiempo se mostraron fuertemente pro monárquicos.
Jean-Jacques Rousseau y Montesquieu elogiaron a las repúblicas y consideraron las ciudades-estado de Grecia como un modelo. Sin embargo, ambos también pensaron que una nación como Francia, con 20 millones de personas, sería imposible de gobernar como una república. Rousseau admiró el experimento republicano en Córcega (1755-1769) y describió su estructura política ideal de pequeñas comunas autónomas. Montesquieu sintió que una ciudad-estado idealmente debería ser una república, pero sostuvo que una monarquía limitada era más adecuada para una nación grande.
La revolución estadounidense comenzó como un rechazo solo de la autoridad del Parlamento británico sobre las colonias, no de la monarquía. El fracaso del monarca británico para proteger las colonias de lo que consideraban la violación de sus derechos de gobierno representativo, la condena del Rey de quienes solicitaban una reparación, como traidores; y su apoyo al envío de tropas de combate para asegurar su autoridad, dio lugar a la percepción generalizada de la monarquía británica como tiránica.
Con la Declaración de Independencia de los Estados Unidos, los líderes de la rebelión rechazaron firmemente la monarquía y adoptaron la república, la separación de poderes, crearon el presidencialismo y la democracia representativa.[cita requerida] Los líderes de la revolución estaban bien versados en los escritos de los pensadores liberales franceses, y también en la historia de las repúblicas clásicas. John Adams escribió un libro sobre repúblicas a lo largo de la historia. Además, el escrito de Thomas Paine, Common Sense, ampliamente distribuido y popularmente leído en voz alta, presentó los ideales republicanos y de independencia, de manera sucinta y elocuente al público general. La Constitución de los Estados Unidos, ratificada en 1789, creó una república federal, como una unión fuerte, para reemplazar a una confederación débil, creada por los Artículos de la Confederación y de Unión Perpetua, de 1783, el primer intento de un gobierno nacional. Las primeras diez enmiendas a la Constitución, llamada Carta de Derechos de los Estados Unidos, garantizaba ciertos derechos individuales, fundamentales para los ideales republicanos que justificaban la Revolución.
La Revolución Francesa tampoco fue republicana desde el comienzo. Solo después de la fallida Fuga de Varennes, el Rey perdió la mayoría de las simpatías que le restaban, se declaró una república y Luis XVI fue enviado a la guillotina. El asombroso éxito de Francia en las Guerras Revolucionarias Francesas vio las repúblicas extendidas por la fuerza de las armas en muchas partes de Europa, a medida que una serie de repúblicas hermanas se establecieron en todo el continente. El ascenso de Napoleón vio el final de la Primera República Francesa y sus repúblicas hermanas, cada una reemplazada por "monarquías" impuestas por Napoleón. Durante todo el período napoleónico, los vencedores extinguieron muchas de las repúblicas más antiguas del continente, incluidas la República de Venecia, la República de Génova y la República holandesa. Todas ellas fueron transformadas en monarquías o absorbidas por las monarquías vecinas. Solo Suiza subsistió como república.
Fuera de Europa, se creó otro grupo de repúblicas cuando las guerras napoleónicas permitieron a los estados de la América española obtener su independencia. La ideología liberal tuvo un impacto limitado en estas nuevas repúblicas. El apoyo principal de la emancipación, estuvo en la población criolla local, descendiente de europeos, en conflicto con los gobernadores llegados de España. La élite criolla tenía poco interés en dar a los grupos amerindios poder y una amplia base representación. Simón Bolívar, el principal instigador de las revueltas y uno de sus teóricos más importantes, simpatizaba con los ideales liberales, pero consideraba que la América hispana carecía de la cohesión social necesaria para que tal sistema funcionara y defendía la autocracia cuando era necesario.
Solo en México, esta autocracia tomó brevemente la forma de una monarquía en el Primer Imperio Mexicano. Debido a la Guerra de la Independencia, la corte portuguesa se trasladó a Brasil en 1808. Brasil obtuvo la independencia como monarquía el 7 de septiembre de 1822, y el Imperio de Brasil duró hasta 1889. En los otros estados, varias formas de república autocrática existieron hasta que la mayoría fueron liberalizados a finales del siglo XX.
|                                                        |                                                        |                                                         |                                                         |                                                         |
| Estados europeos en 1815 Monarquías(55) Repúblicas (9) | Estados europeos en 1914 Monarquías(22) Repúblicas (4) | Estados europeos en 1930 Monarquías(20) Repúblicas (15) | Estados europeos en 1950 Monarquías(13) Repúblicas (21) | Estados europeos en 2015 Monarquías(12) Repúblicas (35) |

La Segunda República Francesa tuvo efímera existencia: fue creada en 1848, y abolida por su primer y único Presidente, Napoleón III, que se proclamó emperador en 1852. La Tercera República Francesa se estableció después de la guerra franco-prusiana, de 1870-71; y solo después que los herederos de los borbones, se negaron a aceptar la bandera tricolor. Sin embargo, ya hace mediados de la década de 1880, la República se había asentado fírmemente en Francia. España se convirtió brevemente en la Primera República Española en 1873-74, pero la monarquía fue restaurada pronto. A comienzos del siglo XX, Francia, Suiza y San Marino siguieron siendo las únicas repúblicas de Europa. Esto cambió cuando, después del Regicidio de Lisboa de 1908, pues la revolución del 5 de octubre de 1910 estableció la República Portuguesa.

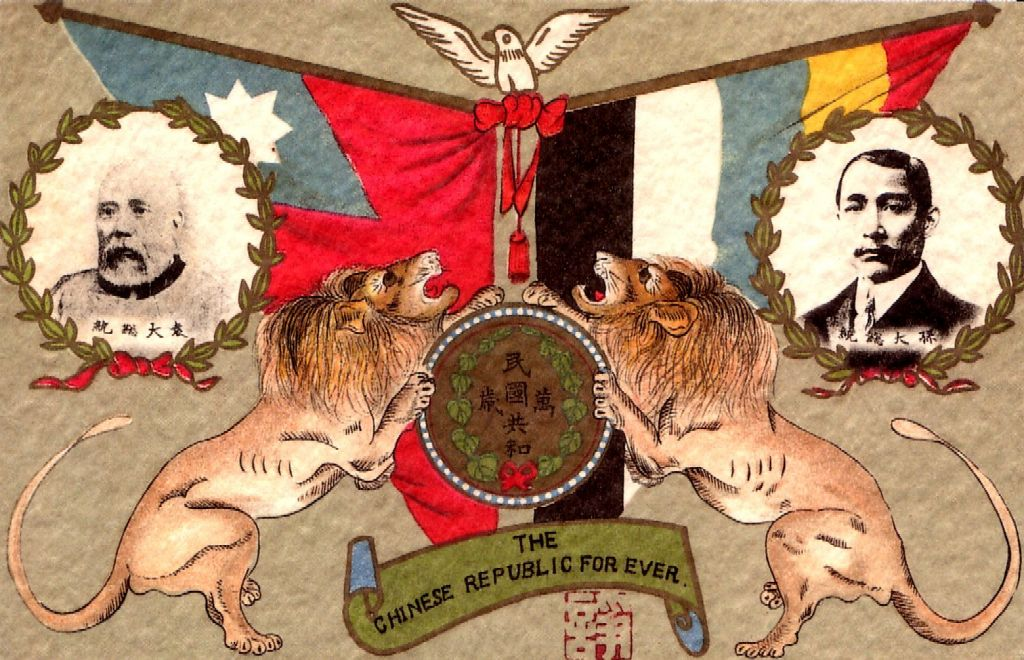
Un cartel de 1920 que conmemora al presidente permanente de la República de China, Yuan Shikai, y al presidente provisional de la República, Sun Yat-sen.

En el este de Asia, China había visto un considerable sentimiento anti-Qing durante el siglo XIX, y se desarrollaron varios movimientos de protesta que pedían la monarquía constitucional. El líder más importante de estos esfuerzos fue Sun Yat-sen, cuyos Tres Principios del Pueblo combinaron ideas estadounidenses, europeas y chinas. Bajo su liderazgo, la República de China fue proclamada el 1 de enero de 1912.
El republicanismo se expandió significativamente después de la Primera Guerra Mundial, cuando varios de los imperios europeos más grandes colapsaron: el Imperio Ruso (1917), el Imperio Alemán (1918), el Imperio Austrohúngaro (1918) y el Imperio Otomano (1922) fueron reemplazados por repúblicas. Los nuevos estados obtuvieron la independencia durante esta agitación, y muchos de ellos, como Irlanda, Polonia, Finlandia y Checoslovaquia, eligieron formas de gobierno republicanas. Después de la derrota de Grecia en la Guerra greco-turca (1919-22), la monarquía fue brevemente reemplazada por la Segunda República Helénica (1924-35). En 1936, un golpe de Estado a cargo del bando Nacional dio como resultado la guerra civil española, seguida de 39 años de dictadura franquista y acabando con la Segunda República Española (1931-36).
Las ideas republicanas se estaban extendiendo, especialmente en Asia. Estados Unidos comenzó a tener una influencia considerable en el este de Asia en la última parte del siglo XIX, y los misioneros protestantes desempeñaban un papel central. Los escritores liberales y republicanos de occidente también ejercieron influencia. Estos se combinaron con la filosofía política inspirada en el confuciano nativo que durante mucho tiempo había argumentado que el pueblo tenía derecho a rechazar un gobierno injusto que había perdido el Mandato del Cielo.
Dos repúblicas efímeras fueron proclamadas en Asia Oriental, la República de Formosa y la Primera República filipina.

## Definición

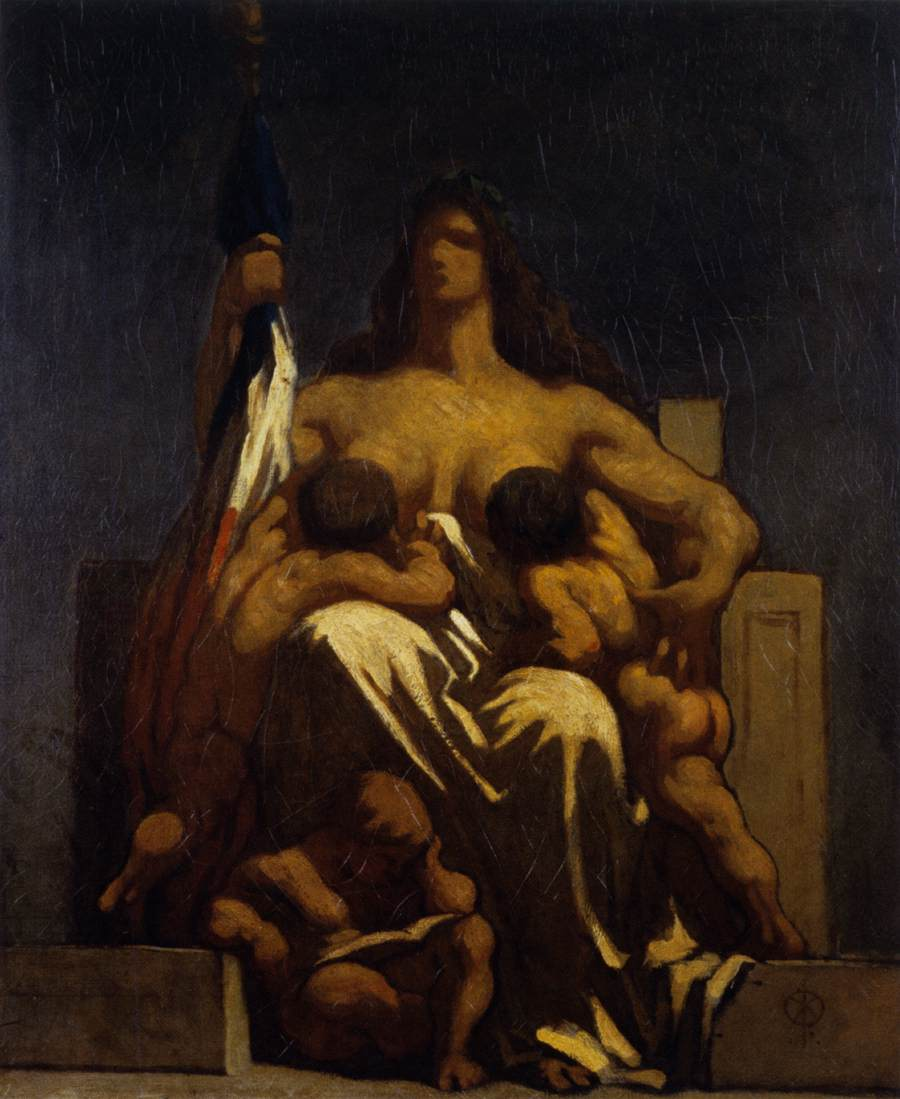
La República alimenta a sus hijos y les instruye. Pintura de Honoré Daumier, 1848.

Tradicionalmente, se ha definido la república como la forma de gobernar de los países en los que el pueblo tiene la soberanía y facultad para el ejercicio del poder, aunque sea delegado por el pueblo soberano en gobernantes que elige de un modo u otro. En la práctica suele pensarse que la forma de Estado de un país es la monarquía si tiene rey, y república si no lo tiene. Lo cierto es que una república está fundamentada en el “imperio de la ley” y no en el “imperio de los hombres”.[cita requerida]

“Un montón de gente no es una república”
Aristóteles

.[cita requerida]
Y la constitución, de ser apegada al derecho, sirve para protegerlo y definir incluso qué leyes son buenas y cuáles malas en el marco de referencia constitucional.
El desconocimiento de estos principios clásicos en el mundo moderno lentamente ha conducido a muchos a expresarse en términos de “repúblicas democráticas” o “repúblicas islámicas”, sin considerar la contradicción que tales frases contienen[cita requerida].
Son elementos comunes que participan del contenido de la definición tradicional que la cultura occidental ha elaborado del concepto “República”:
1. La periodicidad en los cargos
2. La primacía de la ley
3. La igualdad ante la ley
4. La publicidad de los actos de gobierno: no es posible el secreto de Estado
5. La responsabilidad de políticos y funcionarios públicos
6. El ejercicio de la ciudadanía, quien pone y depone

El estado, que es el conjunto de instituciones que ejerce su gobierno y aplica sus leyes con soberanía sobre un territorio delimitado, necesita que ese poder de mando ejercido por el gobierno, se halle organizado de algún modo. Así puede ser monárquico o republicano.
La república puede estar constituida sobre un estado espacialmente dividido en territorios autónomos, lo sería una república federal como el caso de México, o con un poder centralizado sobre todo el territorio del país, lo que constituiría una república unitaria, como por ejemplo, Colombia y Uruguay.
También puede ser la república, una democracia o una aristocracia, como la república concebida por Platón, que en realidad se llamaba “politeia” donde se aspiraba a que gobiernen los mejores, en una forma donde se entremezclaban rasgos de la democracia con los de la aristocracia.
Existen repúblicas presidencialistas, como el caso de Estados Unidos, Argentina, México y Ecuador, donde el jefe de Estado y el de Gobierno, elegido por el pueblo, encarna en una misma persona, y parlamentarias, donde están diferenciadas las funciones del jefe de Estado y del Jefe de Gobierno, que es elegido por el Parlamento, frente al que es responsable políticamente, como Alemania, Austria, Israel y Grecia.
República proviene del vocablo latino res (cosa) pública, perteneciente al “populus” o pueblo, significando que el poder reside en el pueblo, que lo delega transitoriamente en sus representantes. Esta es una diferencia fundamental con los gobiernos monárquicos donde el soberano tiene carácter vitalicio, y muchas veces, hereditario.
Otras características de la república, son: la igualdad ante la ley de todos los ciudadanos; los gobernantes son responsables ante el pueblo que los eligió, por sus actos de gobierno; y la publicidad de dichos actos, que no deben ser secretos, sino puestos a conocimiento del público para poder ser controlados. Esto se hace a través de un Boletín Oficial en algunos países.

## Los pilares fundamentales de la República
Los tres pilares fundamentales de la República según Aristóteles son:
- La participación política activa por parte de los ciudadanos (esto supone la publicidad de los actos estatales y la necesidad de instrucción en materias de ciencias jurídicas y política tanto teórica como “material” [aquella ocurrida en un estado determinado y en un momento dado]).
- La representación de todos los ciudadanos dentro de las instituciones de gobierno con iguales atribuciones y prevalencia de ninguna. (El acceso a dichas magistraturas necesariamente colegiadas en razón de la materia debe ser restringida (el magistrado debe pertenecer a la clase que representa y ser elegido con el voto solo de ésta).

Es necesario considerar que para Aristóteles los fines supremos de las formas de gobierno deben ser:
- La libertad-igualdad (“sólo somos libres entre iguales” [consideración griega de la época])
- La realización de la justicia y del bien común.
  - La realización plena del desarrollo de las capacidades cognitivas humanas (para lo cual considera necesaria la realización de los dos puntos anteriores siguiendo el concepto fundamental de Sócrates [BIEN=VERDAD. Según el cual el bien es igual a la verdad y el mal a la ignorancia. Sócrates explica esto de la siguiente manera: -el humano busca la felicidad, llenar su vacío existencial -para esto utiliza medios por los cuales pretende lograr dicho fin -la mayor parte de las veces utiliza medios que consiguen satisfacciones efímeras, etéreas, superficiales, que no van más allá de los “deseos pasionales” {como tener sexo, alimentarse, etc} -de esta manera concluye que busca un fin por medios que no pueden alcanzarlo; ya que este solo puede ser alcanzado mediante la contemplación de la verdad, entendida como el conocimiento de la realidad])

De esto se advierte que si solo somos libres entre iguales no puede haber una clase gobernante, deben gobernar todas por igual.
Marx va más allá advirtiendo además que: habiendo elementos (individuos y/o clases) económicamente diferentes unos intentan superponerse sobre otros, estando rota, bajo dicho supuesto, la relación de igualdad de unos elementos para con los demás y por lo tanto la de libertad.

### Ambigüedad en las definiciones
La aplicación de la misma palabra a dos conceptos o más diferentes pero relacionados lleva a inconsistencias:
1. Los países que son repúblicas según la definición práctica normalmente aducen que son repúblicas en un sentido tradicional, aunque en muchos casos sean regímenes autócratas o dictatoriales donde el pueblo no es soberano.
2. Una monarquía electiva con soberanía popular o una monarquía parlamentaria serían repúblicas en sentido tradicional, porque la soberanía está en el pueblo que otorga más o menos atribuciones a un monarca no soberano. Sin embargo en la práctica jamás se llama república a una monarquía.

Los analistas políticos creen que la Primera Guerra Mundial desató el fin de las monarquías tradicionales. La forma de Estado republicana (definición tradicional) se impuso en la mayoría de los estados desarrollados, monarquías o no. Tras la Primera Guerra Mundial, con el Tratado de Versalles desaparecieron tanto el Imperio Austrohúngaro, como el Imperio Alemán. Además, los monarcas de los estados ganadores fueron cediendo poderes y prerrogativas a instituciones democráticas electas.

## Jefes de Estado

### Estructura
Sin un monarca, la mayoría de las repúblicas modernas, el jefe de Estado es llamado el Presidente de la República (o presidente), que no hay que confundir con el primer ministro o Presidente del Gobierno. En ciertos países el presidente de la república recibe una denominación especial, como cónsul, dux, kniaz, archon, etc. Originalmente utilizado para referirse al oficial que preside un comité u organismo de gobierno en Gran Bretaña, el uso también se aplicaba a los líderes políticos, incluidos los líderes de algunas de las Trece Colonias (originalmente Virginia en 1608); en su totalidad, el "presidente del Consejo". La primera república en adoptar el título fue los Estados Unidos de América. Manteniendo su uso como jefe de un comité, el presidente del Congreso Continental fue el líder del congreso original. Cuando se redactó la nueva constitución, se confirió el título de presidente de los Estados Unidos al jefe de la nueva rama ejecutiva federal.
En las repúblicas democráticas, el jefe de Estado ha de ganar unas elecciones. Estas elecciones puede ser directas o indirectas (se forma un consejo especial o colegio electoral). Cuando el presidente es electo, normalmente, desempeña su cargo en un periodo preestablecido (generalmente, de cuatro a seis años), finalizado este periodo, se celebran nuevas elecciones. Muchas legislaciones nacionales, limitan el número de Reelecciones a las que puede presentarse un Presidente cuando ya ha concluido su primer mandato.
Si el Jefe del Estado de una república es al mismo tiempo el Jefe del Gobierno, a este tipo de República se dice que tiene un sistema de gobierno presidencial. Este es el caso de Estados Unidos, Colombia, Perú, Argentina, Paraguay y Uruguay, entre otros países.
Por el contrario, en los sistemas de gobierno parlamentario, el jefe de Estado no es la misma persona que el Jefe del Gobierno. En estos casos, se da la diferenciación entre presidente de la República y primer ministro (Presidente del Gobierno). En estos casos, el papel del presidente de la República resulta mayormente ceremonial, aunque tiene tareas específicas como el papel consultivo en la formación de un gobierno después de una elección. Por el contrario, es el primer ministro el que cuenta con el poder ejecutivo.
En los sistemas semipresidenciales, puede darse el caso (dependerá de los sistemas y calendarios de elección de cada país) de que el presidente de la República y el primer ministro pertenezcan a diferentes partidos políticos con ideologías diferentes. Esta cohabitación suele darse a menudo en Francia.
En otros países, como Alemania o India, sin embargo, el presidente de la República, tiene que permanecer estrictamente independiente a la dinámica gobierno/oposición.
Por último, en otros países, como Suiza, Bosnia-Herzegovina y San Marino, la presidencia de la República no la ejerce una persona, sino que lo hace un Consejo o Comité. En este caso, la cabeza visible del Estado va rotando entre los miembros del Consejo. En el caso de San Marino, cada seis meses. En el caso de Bosnia y Herzegovina la presidencia es rotatoria entre sus tres miembros para garantizar la igualdad. En el caso de Suiza, cada Año Nuevo. Estos sistemas son una herencia de la Antigua República Romana donde también rotaba este cargo. Los Comicios designaban a dos cónsules que ocupaban el cargo durante un año por los comitia centuriata, que consistía en todos los hombres adultos, nacidos libres, que podían probar la ciudadanía. La rotación era mensual. En cada semiperíodo, un cónsul ejercía el poder real (cónsul maior), mientras que el otro lo supervisaba.

### Ambigüedades
La distinción entre una república y una monarquía no siempre es clara. Las monarquías constitucionales del antiguo Imperio Británico y la Europa Occidental hoy tienen casi todo el poder político real investido en los representantes electos, con los monarcas solo teniendo poderes teóricos, sin poderes o poderes de reserva raramente usados. La verdadera legitimidad para las decisiones políticas proviene de los representantes electos directamente por el pueblo. Mientras las monarquías hereditarias permanecen en su lugar, el poder político se deriva del pueblo como en una república. Por lo tanto, a estos estados a veces se los denomina repúblicas coronadas.
Términos como "república liberal" también se usan para describir todas las democracias liberales modernas.
También hay repúblicas autoproclamadas que actúan de manera similar a las monarquías con poder absoluto conferido al líder y transmitido de padres a hijos. Corea del Norte y Siria son dos ejemplos notables donde un hijo ha heredado el control político. Ninguno de estos estados son oficialmente monarquías. No existe un requisito constitucional de que el poder se transmita dentro de una familia, pero se ha producido en la práctica.
También hay monarquías electivas donde el poder máximo recae en un monarca, pero el monarca es elegido por algún tipo de elección. Un ejemplo actual de tal estado es Malasia, donde Yang di-Pertuan Agong es elegido cada cinco años por la Conferencia de Gobernantes compuesta por los nueve gobernantes hereditarios de los estados malayos y la Ciudad-Estado del Vaticano, donde el papa es seleccionado por los cardenales electores, actualmente todos los cardenales menores de una edad específica. Aunque es raro hoy en día, los monarcas electivos eran comunes en el pasado. El Sacro Imperio Romano Germánico es un ejemplo importante, donde cada nuevo emperador fue elegido por un grupo de electores. Los estados islámicos rara vez empleaban la primogenitura, sino que dependían de varias formas de elección para elegir al sucesor de un monarca.
La Mancomunidad de Polonia-Lituania tenía una monarquía electiva, con un amplio sufragio de unos 500,000 nobles. El sistema, conocido como Libertad Dorada, se había desarrollado como un método para que poderosos terratenientes controlaran la corona. Los defensores de este sistema miraron a los ejemplos clásicos, y los escritos del Renacimiento italiano, y llamaron a su monarquía electiva una Rzeczpospolita, basada en res publica.

## Dictaduras
En algunas repúblicas sometidas a regímenes dictatoriales se han producido transferencias dinásticas del poder de padres a hijos, estableciendo prácticas muy similares a las de las monarquías, que se suelen denominar dictaduras familiares. Ejemplos de ello han sido el Haití de los Duvalier, o la Nicaragua de los Somoza.
Un caso particular es la dinastía comunista de Corea del Norte. La sustitución en 2006, en Cuba de Fidel Castro por su hermano Raúl Castro se ha interpretado en el mismo sentido por parte de la oposición. Aunque dicha sucesión estuvo amparada constitucionalmente, puesto que Raúl era el Primer Vicepresidente del Consejo de Estado y de Ministros, y está previsto en la carta magna que la persona que ostenta este cargo asuma la presidencia interina en caso de muerte o enfermedad del jefe de Estado como ocurrió en esta ocasión. Luego en 2008, Raúl Castro fue elegido presidente por el parlamento cubano.

## República y religión
Una de las principales motivaciones por las que se cambiaba del régimen monárquico al republicano era el aspecto religioso.
La mayoría de monarquías tenía una religión oficial de Estado de la que no se podía disentir, mientras que las repúblicas –sobre todo desde que la francesa y la estadounidense establecieran las bases para el derecho que actualmente recogen la mayoría de constituciones–, con la libertad de culto dejan este aspecto a la libre elección del ciudadano.

### Repúblicas laicistas
Muchas veces, las revoluciones que han propiciado el cambio de monarquía a república han sido altamente laicistas, lo que en ocasiones ha despertado un importante sentimiento anticlerical a raíz del apoyo y el simbolismo que algunas confesiones religiosas como el catolicismo han prestado al Antiguo Régimen, o por su estrecha vinculación con las oligarquías, así como el papel eminentemente reaccionario que las jerarquías eclesiásticas han tendido a desempeñar en su complicidad o defensa activa del orden establecido. En los casos de mayor exacerbación, o de mayor acumulación histórica de frustración y sufrimiento por parte de las clases populares y oprimidas, a raíz del statu quo, esto ha llegado a provocar quemas de iglesias, persecución de religiosos y destrucción de arte sacro, etc. Casos de ello se dieron en Francia, durante la revolución francesa, o en algunas revoluciones socialistas, como las que dieron paso a las distintas Repúblicas de la Unión Soviética (algunas de corta duración), así como las de Vietnam, Corea del Norte, República Popular China, México o la inconclusa Revolución social española de 1936, que tiene lugar en el seno de la Segunda República Española tras el frustrado golpe de Estado por parte de los militares sublevados, que dio lugar al estallido de la Guerra Civil, siendo los intentos o afiliaciones revolucionarias duramente reprimidas desde el bando sublevado. Aunque también la imposición de monarquías o estados totalitarios han fomentado en ocasiones la persecución o ataque a minorías religiosas como a los judíos, o a los cristianos en el Japón Tokugawa, o han legitimado su poder en la religión, como la dictadura del general Francisco Franco y su nacionalcatolicismo.
En los Estados Unidos, no sucedió esto, probablemente, porque la suya más que revolución, fue ante todo una Guerra de Independencia para librarse de los abusos de la Corona británica. No obstante, la joven nación no eligió ninguna religión de Estado en especial, aunque sí hace referencia en ocasiones a la Biblia o a Dios, por ejemplo en su constitución. Francia, pionera en la independencia de la religión y el estado, asumiría la laicidad del estado finalmente a principios del siglo XX.

### Repúblicas confesionales
Si bien es cierto que muchas veces se ha esgrimido el sentimiento antirreligioso para favorecer la implantación de un régimen republicano, otras tantas veces, ha sido al revés, se ha utilizado un sentimiento religioso (en ocasiones, incluso fundamentalista), con idéntico objetivo.
El sentimiento religioso jugó un importante papel, por ejemplo, en el derrocamiento del Régimen del Sah en Irán, que fue substituido por una república dirigida por los líderes espirituales islámicos, los ayatolá. De hecho, Irán tiene como nomenclatura oficial la de República Islámica de Irán.
Algunos países se han organizado como una república, para establecer una religión estatal en su constitución. El ejemplo más evidente son las repúblicas islámicas, aunque no son las únicas, lo mismo sucede el polo opuesto, en el Estado de Israel.
Históricamente, muchas repúblicas se han definido en función de una religión, como la República Dominicana (nombre obtenido por la predominante presencia de la orden católica de Los Dominicos), la República Católica de Irlanda o la República Protestante de los Países Bajos.
En este caso, al dotar a la república de una determinada religión oficial, lo que se busca es impedir injerencias en el culto estatal, provengan dichas injerencias de dentro del propio estado o del exterior.

## República y democracia
La república, a menudo, se asocia con la democracia. Esto no ha causado problemas, siempre que se cumplieran las características antes descritas, hasta el desarrollo de las teorías de las democracias. En este sentido, por ejemplo, una república delegada, en la que no haya participación del pueblo en lo público más allá del voto cada ciertos años, se parecería más a una oligarquía que a una democracia.
El derecho a voto ha sufrido una larga evolución. De hecho, no se generalizó el sufragio universal (derecho a voto solo limitado por la mayoría de edad) hasta mediados del siglo XX. Antes, este derecho estaba bastante restringido. Solo determinados estratos sociales podían votar, o se discriminaba por cuestiones de origen, color de piel, sexo, etc. Actualmente, a muchas formas de democracia de la antigüedad (incluyendo la Democracia ateniense) se las denomina plutocracias, pues solo permitía votar a la oligarquía dominante.[cita requerida]

### El referéndum
Un instrumento de democracia directa son los referendos, pero estos solo son convocados, normalmente, por algún motivo extraordinario. Pocos países, entre los que está Suiza, convocan varios referendos al año.
Países declarados como regímenes o estados socialistas o comunistas, en cambio, suelen tener un alto índice de participación del pueblo, de lo que denominan proletariado, pero en cambio, las decisiones que ahí se toman, no son de gran alcance o bien no cuentan con una base realmente democrática donde se puedan discutir y plantear por toda la sociedad las ventajas o inconvenientes al apoyarlos.
En otros estados considerados democráticos como México, sin embargo, esto se puede comparar, según algunas opiniones, con los famosos plebiscitos que toman la opinión del pueblo pero sin que la sociedad en sí tome parte activa en la legislación, y la cámara de diputados

### República o Monarquía

Repúblicas y Monarquías en la actual Unión Europea:
Monarquía
República
Fecha: 2014

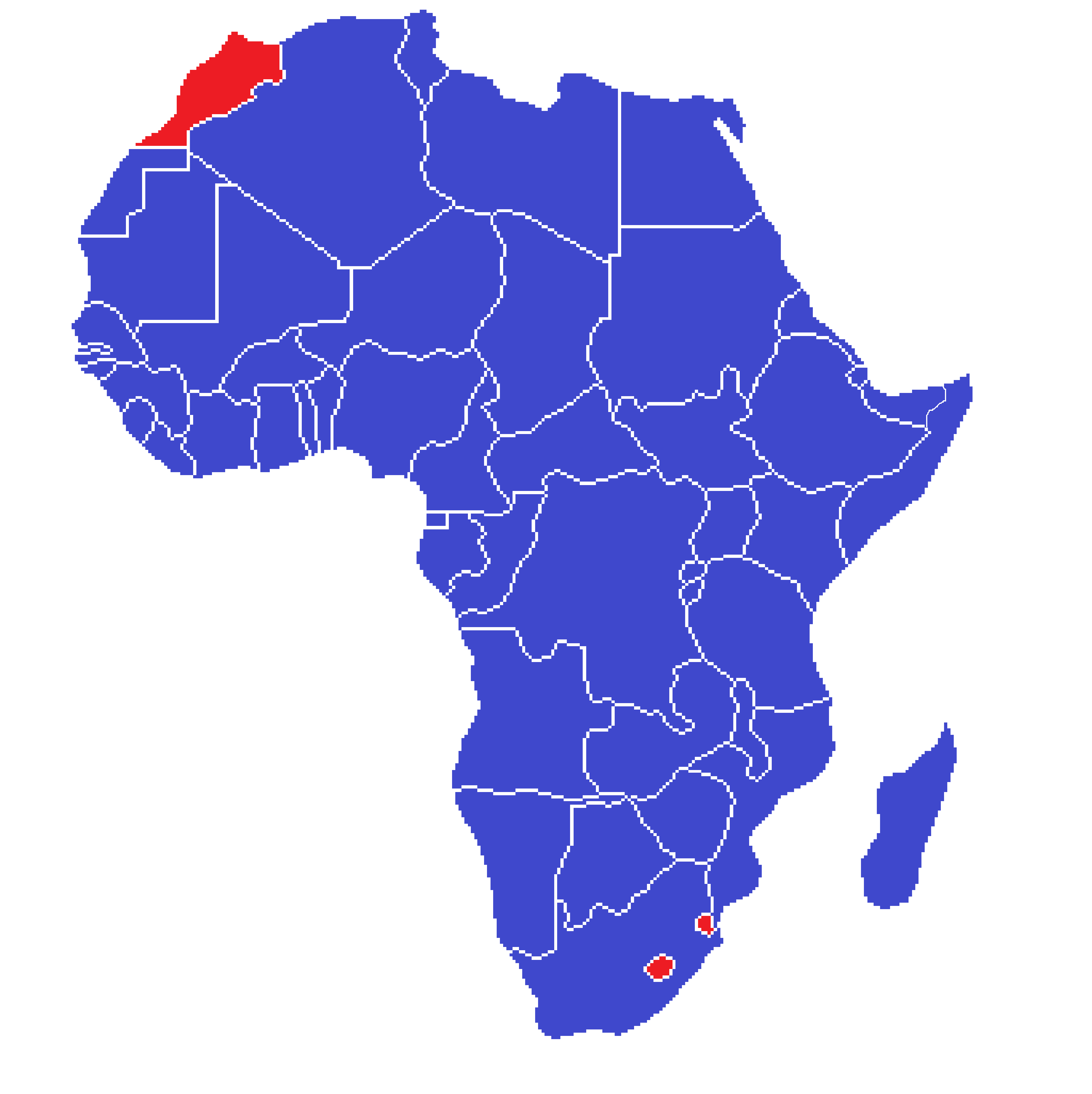
Repúblicas y Monarquías actuales en el continente africano y la isla de Madagascar:
Monarquía
República
Fecha: 2016

Aunque, teóricamente, la república hace referencia a que la soberanía reside en el pueblo de forma democrática, en la práctica, el concepto república se lo pueden atribuir estados que simplemente no adopten como a una forma de monarquía, incluyendo en ocasiones estados con sistemas totalitarios, oligarquías o dictaduras, como Corea del Norte. Por ejemplo, los autócratas tratan de maquillar su forma de gobierno con trajes democráticos llamándose presidentes, en vez de reyes y república a la forma de gobierno de su país en lugar de monarquía o dictadura.
Siempre han existido repúblicas, en cierto modo con rasgos de monarquías absolutistas, donde el jefe de Estado puede tener muchas de las características de un monarca o rey, llegando a instalar a presidentes vitalicios (concepto muy cercano o paralelo al de dictador). Este tipo de presidente, muchas veces, tiene un poder más allá de lo que es habitual en una democracia.
Durante mucho tiempo, república era un concepto de Estado moderno y de ideas ilustradas o liberales diametralmente opuesto a monarquía, símbolo del Antiguo Régimen. Este es el caso, no solo de Antigua República Romana sino de estados modernos como Estados Unidos, tras su independencia del estado monárquico de Gran Bretaña o Francia, tras la Revolución Francesa, punto de referencia de la actual historia moderna. En cambio hoy, esta radical oposición ha quedado diluida por la propia aceptación y evolución de algunas monarquías, especialmente europeas, hacia sistemas de monarquía constitucional o parlamentaria, régimen similar a una república, en el sentido de concederse casi totalmente la soberanía en el pueblo en forma de derecho a voto, aunque conservando como máximos representantes del estado en un cargo heredable entre otras particularidades. Es el caso de Reino Unido o España, entre otros países.
El debate no obstante sigue abierto y países como Australia en 1999 celebraron un referéndum para convertirse en república, rechazada con un 55% de los votos, otros países de reciente creación, como Montenegro, aun a pesar de tener herederos a la corona real y basarse su escudo nacional en el símbolo real de 1918, han aceptado formalmente la república como forma de gobierno.

## Evolución histórica

### En la antigüedad
En la Antigüedad, las repúblicas no se entendían como entiende la ciencia política el concepto de república.
Aunque República significara la cosa pública, no todos podían participar de esa cosa pública. La llamada democracia ateniense no lo era en el mismo sentido ni forma que tomamos actualmente. En realidad, las polis griegas estaban gobernadas por la aristocracia (aristoi, “los mejores”) y sólo los ciudadanos (y no todos los miembros del pueblo eran ciudadanos) participaban en las discusiones del ágora. 
Pocos textos antiguos sobrevivieron a la Edad Media, entre estos pocos está La República de Platón. No obstante, pese a los elevados ideales de ésta, cuando Platón puso sus ideas política en práctica en la polis de Siracusa el resultado fue un completo fracaso.
También Cicerón intentó algo parecido en tiempos de la Antigua Roma y tampoco logró reforzar el gobierno de la República romana, muy a su pesar, solo logró un preludio de lo que luego sería la Roma imperial.

### En el Renacimiento
Durante el Renacimiento se fomentó la revisión del mundo antiguo, no solo de su arte, sino también de su cultura, de su pensamiento político y de su literatura y, la mayoría de los pocos escritos que lograron sobrevivir a la Edad Media fueron traducidos. Entre estos los que hacían referencia a las Repúblicas de la Antigüedad que fueron rebautizadas como Repúblicas clásicas.
Italia era la zona más densamente poblada de Europa en esa época y con el gobierno central más débil, por lo que se desarrollaron muchas ciudades-estado italianas y se creó una ideología republicana. Las dos más poderosas eran la República de Venecia y su rival la República de Génova que controlaban gran parte del Mediterráneo.
La filosofía renacentista vio en la república una especie de Estado ideal y los Estados que surgieron en ese periodo como Países Bajos adoptaron esta forma de organización política. Aunque más que los ideales republicanos, pesó en su decisión su sentimiento anticatólico (por ello, se autodenominaron República Protestante de los Países Bajos) y el hecho de que no encontraron a ningún candidato que les convenciese como monarca.
En Europa Central fue la república, aristocrática federal formada en 1569 por el Reino de Polonia y el Gran Ducado de Lituania. República de las Dos Naciones duró hasta las reparticiones de Polonia en 1795.
Durante el período barroco se inició con el mundo antiguo, no sobre arte sino de una cultura polifónica, y pensamientos filosóficos.

### Republicanismo ilustrado

La libertad guiando al pueblo (Eugène Delacroix), alegoría de la libertad, el eslogan Liberté, égalité, fraternité y del republicanismo junto al gorro frigio.

La Ilustración trajo consigo toda una nueva generación de políticos y filósofos ilustrados que se replanteó los principios de la ciencia política que habían estado vigentes hasta el momento. Locke, por ejemplo, se había planteado la división de poderes y la Separación Iglesia-Estado cuando el Absolutismo aún era moneda de cambio. Estos planteamientos políticos serían los que se establecerían no mucho después en las constituciones promulgadas tras la Revolución francesa y la Guerra de Independencia de los Estados Unidos. De hecho, la Ilustración definió el estándar de lo que había de ser una república y de las monarquías constitucionales que empezarían a consolidarse en el siglo XIX.
Los principios más importantes establecidos por la Ilustración fueron:
- La autoridad de la ley.
- La exigencia de que los gobiernos se interesen por los ciudadanos a los que afecta dicha ley.
- La necesidad de que los gobiernos establezcan el llamado interés nacional, de tal modo, que fuesen comprensibles por el pueblo en general.
- Que existiese algún modo de autodeterminación (En el sentido de consulta popular de tipo referéndums, elecciones, etc).

Desde el final del absolutismo, tanto el liberalismo (repúblicas con sistemas económicos librecambistas), como el socialismo (repúblicas con sistemas económicos planificados), así como, las monarquías constitucionales se basaban en los ideales republicanos aparecidos durante la ilustración y desarrollados en las repúblicas de Estados Unidos y Francia. Estos ideales son la creencia en la autodeterminación de los pueblos y la dignidad individual humana.

### República de partido único
“Las clases sociales tenían intereses y que los gobiernos existentes representan los intereses de la clase dominante, y que, tarde o temprano, estos gobiernos serían derrocados por las clases proletarias.”
 Karl Marx

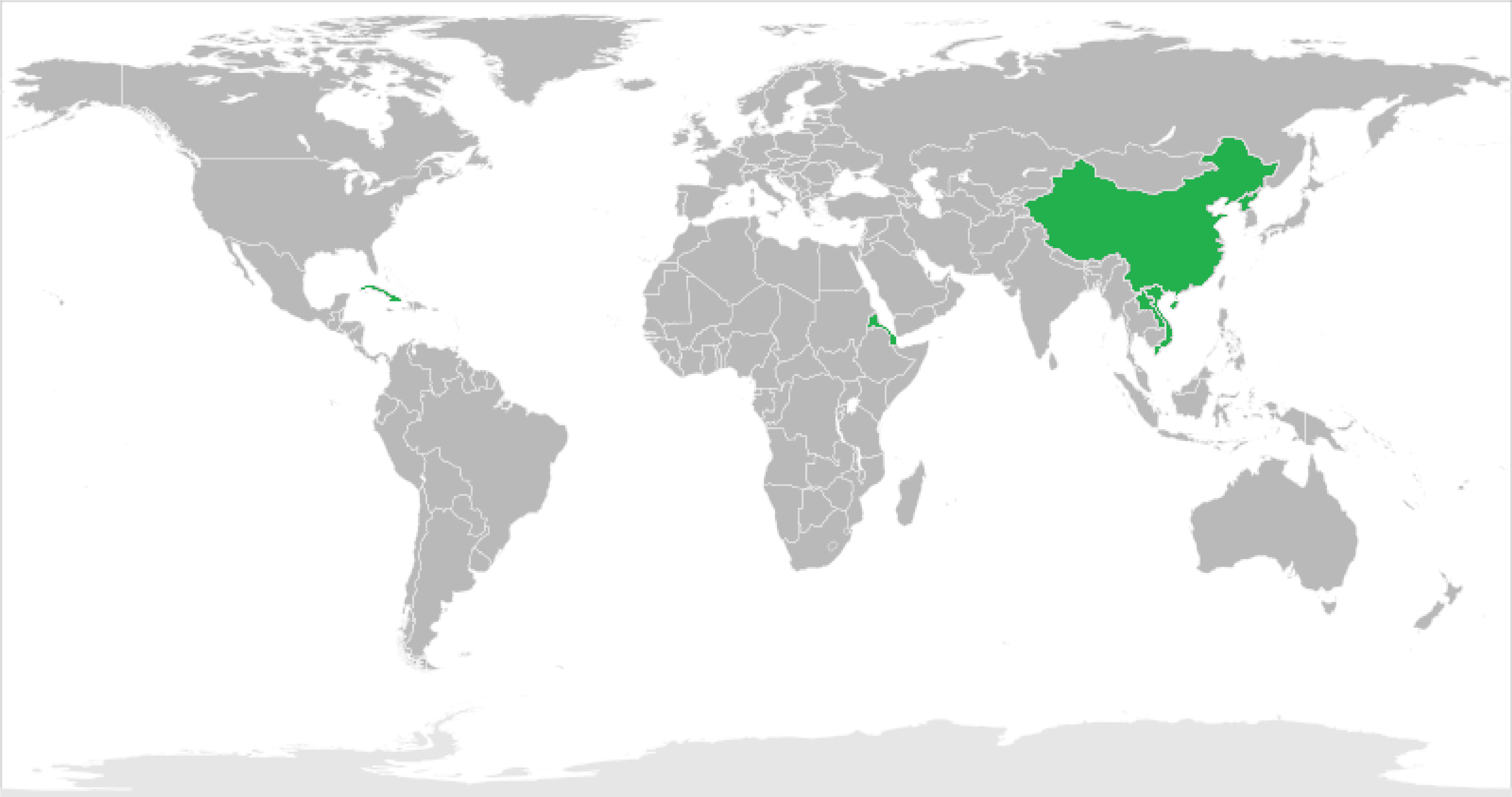
Repúblicas unipartidistas en el mundo.

Cuando en el siglo XX aparecen las nuevas Repúblicas Socialistas, estas se proclamaron como las herederas más directas de los ideales de la Ilustración.
Cuando aparecieron estas Repúblicas socialistas tuvieron que enfrentarse a un grave problema, la mayor parte del proletariado carecía del interés o de la experiencia de gobierno necesaria para que los ideales republicanos socialistas se pudieran poner en marcha. Por ello, las estructuras de gobierno socialistas acabaron siendo, en la práctica, muy piramidales.

### República islámica

Las cuatro repúblicas islámicas en el mundo. De este a oeste: Mauritania, Irán, Afganistán y Pakistán.

Muchos eruditos occidentales no consideran a las repúblicas islámicas como auténticas repúblicas, pues sus ideales están fundamentados en el Corán, no en los ideales de la Ilustración, ni tienen ningún otro lazo con la tradición occidental del republicanismo que puede remontarse hasta la Antigua Roma.
Estas repúblicas islámicas surgieron en las zonas de dominio del Islam, tras las descolonizaciones de la segunda mitad del siglo XX.